# Occupation russe de la république autonome de Crimée
Ne doit pas être confondu avec l'annexion russe de la Crimée en 2014.
Pour les articles homonymes, voir Crimée (homonymie) et République de Crimée.
L'occupation russe de la république autonome de Crimée est en cours depuis 2014. Elle se caractérise par une occupation militaire de la Russie et un gouvernement de facto pour la Crimée, considérée par l'ONU et la majorité des pays comme un territoire appartenant à l'Ukraine.
À la suite d'un référendum d'annexion en Crimée conduit illégalement au regard du droit international par les forces d'occupation russes, la république de Crimée a été créée. Son territoire correspond au même que celui de l'entité ukrainienne de la république autonome de Crimée, dont le gouvernement est en exil à la suite de l'invasion et de l'annexion russe, considérées comme le début de la guerre russo-ukrainienne. Il comprend la péninsule de Crimée à l'exception de Sébastopol. La ville de Sébastopol, de jure une ville à statut spécial d'Ukraine, est déclarée ville fédérale de Russie (le même statut que Moscou et Saint-Pétersbourg) par la Russie après ce même référendum, et ne dépend donc pas de la république.
Ni l'Ukraine ni la majorité de la communauté internationale ne reconnaissent le statut de ces deux entités.

## Toponymie
La république de Crimée est appelée en ukrainien Республіка Крим (Respoublika Krym), en tatar de Crimée Qırım Cumhuriyeti cyr. Къырым Джумхуриети et en russe Республика Крым (Respoublika Krym). Étymologiquement, Qırım signifie « ma colline » [qır « colline », ım « ma »].
Sous l'antiquité, les populations grecques donnent au territoire actuel de la Crimée le nom de Tauride, le territoire des Taures.

## Histoire

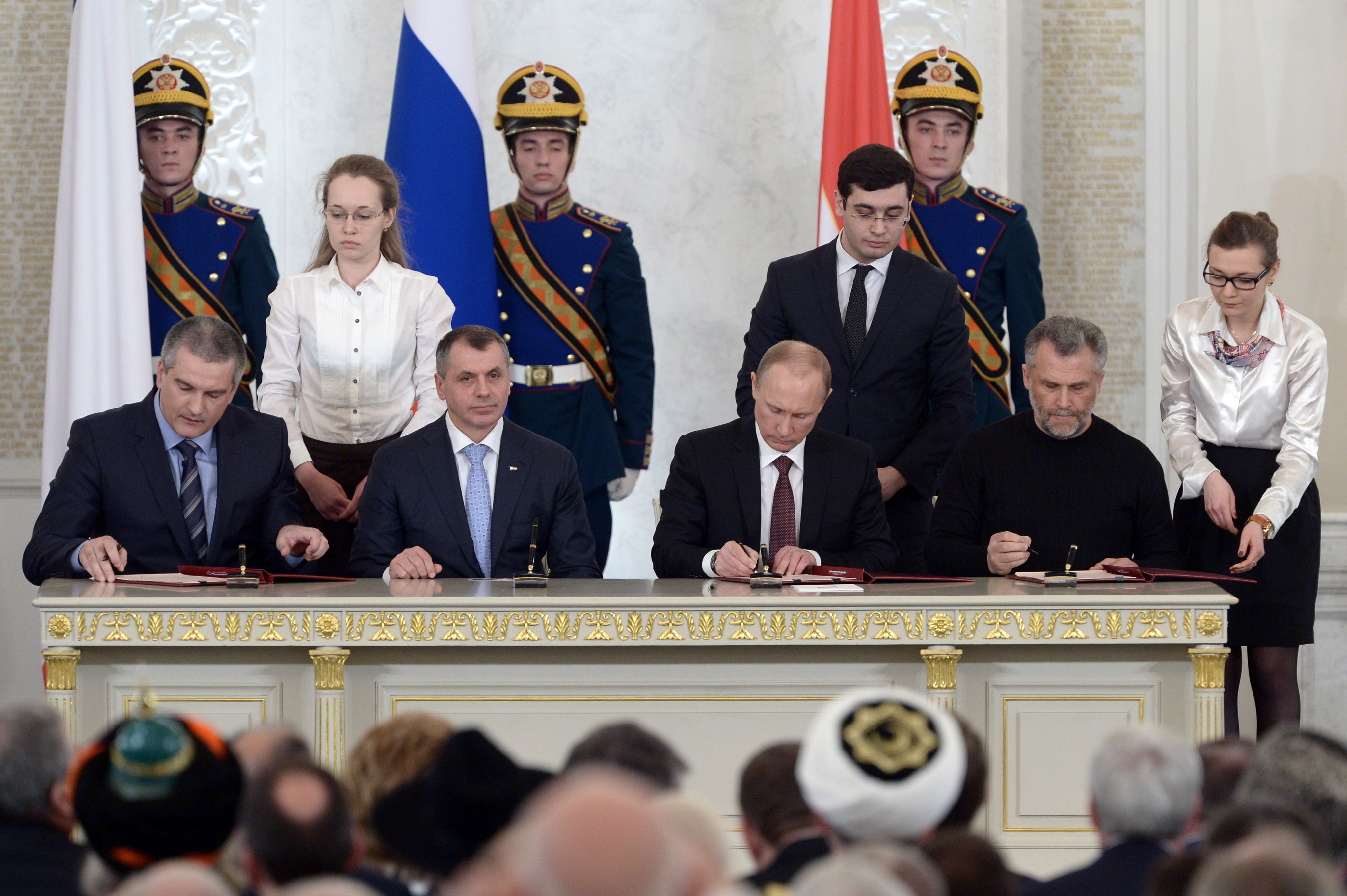
Sergueï Aksionov, Premier ministre de Crimée, Vladimir Konstantinov, président du Conseil d'État, Vladimir Poutine, président de la fédération de Russie, et Alexeï Tchaly, maire de Sébastopol, (de gauche à droite) signant le traité d'adhésion de la république de Crimée à la Russie.

### Contexte
En 1954, Nikita Khrouchtchev transfère par décret l'oblast de Crimée de la république socialiste fédérative soviétique de Russie à la république socialiste soviétique d'Ukraine. La république socialiste fédérative soviétique de Russie et la république socialiste soviétique d'Ukraine sont alors deux républiques fédérées de l'Union des républiques socialistes soviétiques.
En 1991, lors de la dislocation de l'URSS, la Crimée se proclame « république autonome de Crimée », puis « république de Crimée » l'année suivante. Comprenant une importante population russophone, elle proclame son indépendance le 5 mai 1992, mais accepte finalement d'être rattachée à l'Ukraine à la suite d'un accord entre les deux Parlements et en échange d'une large autonomie au sein du pays, tandis que Sébastopol est placée sous un régime spécial. Cette république est reconnue par la Russie en 1997.
Le 21 octobre 1998, la Rada ukrainienne approuve une modification de la constitution de cette république de Crimée, faisant de celle-ci une entité administrativement et territorialement autonome sur le plan budgétaire à l'intérieur de l'Ukraine. Toute modification constitutionnelle doit être préalablement entérinée par la Rada de Crimée.

### Invasion de la Crimée par la Russie
En 2014, en marge de l'Euromaïdan et de la révolution de février se déroule l'annexion de la Crimée. Elle atteint son paroxysme le 11 mars lorsque la Rada de Crimée proclame l'indépendance de la république autonome de Crimée, très vite rejointe par la municipalité de Sébastopol, par sécession de l'Ukraine. Ces deux entités administratives forment ainsi la république de Crimée qui couvre la totalité de la péninsule et dont la volonté exprimée par son gouvernement et par une très grande majorité de la population[réf. nécessaire], essentiellement russophone, est le rattachement à la Russie. Cette déclaration d'indépendance est prononcée par la Rada de la république autonome de Crimée par 78 voix sur 81 puis adoptée par le conseil municipal de Sébastopol qui rejoint ainsi formellement la nouvelle république,,. Ses dirigeants s'appuient notamment sur le précédent du Kosovo pour justifier leur décision au regard du droit international public,.
Le 11 mars 2014, le ministère russe des Affaires étrangères déclare reconnaître la déclaration d'indépendance de la république de Crimée. Le nouvel État majoritairement non reconnu organise dans la foulée un référendum le 16 mars au cours duquel 96,6 % des votants s'expriment en faveur de l'option prorusse. Les électeurs devaient choisir entre un rattachement à la fédération de Russie et une autonomie accrue au sein de l'Ukraine. L'Union européenne et les États-Unis rejettent les résultats du vote, qui s'est déroulé en présence de milliers de militaires russes,,.
Le lendemain, prenant acte des résultats du référendum, les députés de la Rada de Crimée renouvellent la déclaration d'indépendance, font une demande officielle à la Russie pour son rattachement à la fédération et prennent les premières mesures en conséquence comme la nationalisation des biens ukrainiens se trouvant en Crimée, le changement de monnaie officielle avec le rouble à la place de la hryvnia, le changement d'heure avec l'adoption du fuseau horaire de Moscou le 30 mars et l'intégration des militaires ukrainiens qui prêtent allégeance au nouvel État ou leur retour en Ukraine pour les autres. Le jour-même, le gouvernement russe publie un décret reconnaissant la république de Crimée comme un « État souverain ».
Le lendemain, la Russie et la Crimée signent un traité confirmant le rattachement officiel de la république à la fédération de Russie. Le lendemain, la cour constitutionnelle russe reconnait à l'unanimité la conformité de ce traité à la constitution russe. Les deux chambres de l'Assemblée fédérale de la fédération de Russie, la Douma et le Conseil de la fédération, ratifient le traité, respectivement les 20 et 21 mars, entérinant l'entrée de la république de Crimée dans la fédération de Russie selon le droit russe,.
Entretemps, la Rada de Crimée est devenue le Conseil d'État de Crimée selon le droit russe.
Le 11 avril 2014, une nouvelle constitution confirmant l'appartenance à la Russie est adoptée. Le 14 avril 2014, Sergueï Axionov est nommé chef de la république de Crimée par intérim par Vladimir Poutine.
Le 14 septembre 2014, des élections législatives sont organisées. Elles sont remportées par Russie unie, dont fait désormais partie Axionov. Celui-ci est alors confirmé dans ses fonctions par le Conseil d'État le 9 octobre 2014.

### Invasion russe de l'Ukraine en 2022
Peu avant le début des négociations, le secrétaire de presse de Vladimir Poutine, Dmitri Peskov, lors d'une interview avec Reuters, a exposé les principales exigences pour l'Ukraine, parmi lesquelles figurait la reconnaissance de la Crimée en tant que territoire russe. Le président de l'Ukraine, Volodymyr Zelensky, a déclaré à la chaîne de télévision ABC qu'il était prêt à discuter des questions de Crimée et de Donbass, mais dans le cadre de l'Ukraine
Le 29 mars 2022, le chef de la délégation ukrainienne, Mykhaïlo Podoliak, a proposé de négocier le statut de la Crimée et de Sébastopol pendant 15 ans. Dans le même temps, à la fois Moscou et Kyïv devraient s'abstenir de résoudre cette question par des moyens militaires pendant toute cette période. Vladimir Medinsky, quant à lui, a déclaré que cela ne correspondait pas à la position russe. Selon les déclarations de Mykhailo Podoliak et de David Arakhamia après les négociations, l'Ukraine a proposé de geler la question du statut de la Crimée pendant 15 ans, a proposé la conclusion d'un traité international sur les garanties de sécurité, qui serait signé et ratifié par tous les pays agissant en tant que garants de la sécurité de l'Ukraine, Mais le processus de négociation a été suspendu en mai 2022.

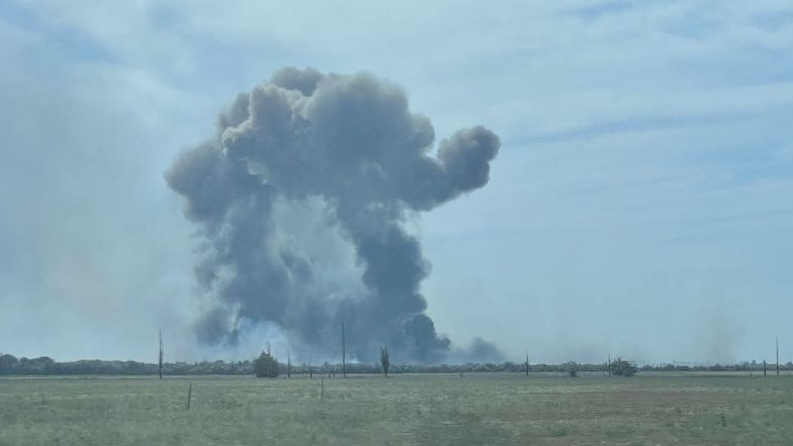
Aérodrome de Saky, août 2022

Le 9 août 2022, des explosions ont eu lieu à la base aérienne militaire de Saky en Crimée. À la suite d'un incendie et d'explosions sur la base aérienne utilisée comme principale base de l'armée de l'air de la flotte de la mer Noire russe, de 7 à 11 avions Su-24 et Su-30SM ont été détruits,,,,. Le 7 septembre 2022, le commandant en chef des forces armées ukrainiennes, Valeri Zaloujny, a annoncé avoir lancé une attaque de missiles sur la base aérienne,.
Le 23 août 2022, en raison de l'invasion à grande échelle de l'Ukraine par la Fédération de Russie, le deuxième sommet de la Plateforme de Crimée s'est tenu en ligne. L'événement a réuni plus de 60 participants, dirigeants de pays et organisations internationales. Ils ont exprimé leur soutien à l'Ukraine,.

## Statut
La république de Crimée est, en vertu de l'accord signé le 18 mars 2014, un sujet de la fédération de Russie, au statut de république ; mais parmi les 193 États membres de l'ONU, ce statut est reconnu par seulement 11 d'entre eux : la Russie, la Biélorussie, l'Afghanistan, le Venezuela, la Syrie, le Soudan, la Corée du Nord, le Zimbabwe, Cuba, la Bolivie, le Nicaragua et le Kirghizistan. Des États non-membres de l'ONU comme l'Abkhazie, l'Artsakh, la Transnistrie et l'Ossétie du Sud ont eux aussi formulé des déclarations reconnaissant la république de Crimée et la ville d'importance fédérale de Sébastopol en tant que sujets fédéraux de la Russie. Néanmoins, de nombreux pays ne reconnaissent pas son annexion par la Russie et considèrent que seule la république autonome de Crimée — représentée en Ukraine par un gouvernement en exil — est légitime,.
À la suite du véto opposé le 15 mars 2014 par la Russie contre une proposition de résolution rédigée par les États-Unis au Conseil de sécurité des Nations unies, l'Assemblée générale des Nations unies adopte le 27 mars 2014 une résolution non-contraignante relative à l'intégrité territoriale de l'Ukraine dans ses frontières internationalement reconnues et déclare le référendum du 16 mars 2014 non valide.
Du point de vue de la nationalité, tous les habitants de la république de Crimée auront la possibilité d'obtenir la citoyenneté russe, sauf s'ils la refusent et déclarent vouloir en conserver une autre.
Le 12 avril 2014, la nouvelle constitution de la république de Crimée entre en vigueur à la suite d'un vote du Parlement criméen. Celle-ci prévoit notamment que la république de Crimée constitue désormais une partie intégrante de la fédération de Russie et donne le statut de langues officielles au russe, à l'ukrainien et au tatar de Crimée.

## Population et société

### Démographie
| 1989      | 2000      | 2010      | 2011      | 2012      |
| --------- | --------- | --------- | --------- | --------- |
| 2 065 829 | 2 057 500 | 1 956 600 | 1 954 800 | 1 955 338 |

| 2013      | 2014      | 2015      | 2016      | - |
| --------- | --------- | --------- | --------- | - |
| 1 957 463 | 1 958 504 | 1 895 915 | 1 907 106 | - |

### Composition ethnique
Le gouvernement russe est accusé de modifications ethniques en Crimée. Entre 2014 et 2019, 40 000 Tatars auraient été expulsés de Crimée. Selon les statistiques de Rosstat parues en 2019, la population diminue en partie à cause de l'émigration, mais un nombre important d'immigrants russes vient compenser ces départs. Si les données ethniques ne sont pas publiées, on peut supposer que les départs sont principalement ukrainiens et tatars, et les arrivées russes. En 2018, on estime que 247 000 Russes, principalement originaires de Sibérie, se sont installés en Crimée, et que 140 000 personnes, majoritairement des Tatars ou des Ukrainiens, ont quitté la péninsule depuis l'annexion. Ces informations sont cependant difficiles à obtenir et sujettes à caution, car selon les conventions de Genève de 1949, le déplacement de population continue d'être un crime de guerre.